# 高校デビュー、大学デビュー、全部失敗したけどメジャーデビュー。
『高校デビュー、大学デビュー、全部失敗したけどメジャーデビュー。』（こうこうデビュー、だいがくデビュー、ぜんぶしっぱいしたけどメジャーデビュー）は、2017年11月8日に発売されたCreepy Nutsの1枚目のCDシングルである。

## 背景とリリース
Creepy Nutsのメジャーデビューシングル。両A面シングルとして「メジャーデビュー指南」「だがそれでいい」の2曲とwebラジオ番組「“悩む”相談室メジャーデビュー特別編」を収録している。
本来は同年8月2日に発売される予定だったが、権利処理の不備により発売日が延期された。
完全生産限定盤と通常盤の全2形態で発売。完全生産限定盤には特製Tシャツが付属する。
デジタル配信では「メジャーデビュー指南」「だがそれでいい」のインストバージョンも収録されている。
| 形態           | 規格       | 規格品番  |
| -------------- | ---------- | --------- |
| 完全生産限定盤 | CD+Tシャツ | XSCL-30~1 |
| 通常盤         | CD         | XSCL-32   |

## 収録内容
| プロデュース: DJ松永。 |                                                         |           |               |                       |       |
| #                      | タイトル                                                | 作詞      | 作曲          | 編曲                  | 時間  |
| 1.                     | 「メジャーデビュー指南」                                | R-指定    | Shingo Suzuki | DJ松永・Shingo Suzuki | 4:25  |
| 2.                     | 「“悩む”相談室メジャーデビュー特別編 (構成：佐藤満春)」 |           |               |                       | 67:38 |
| 3.                     | 「だがそれでいい」                                      | R-指定    |               | 田中直 (SUPA LOVE)    | 4:37  |
| 合計時間:              | 合計時間:                                               | 合計時間: | 合計時間:     | 合計時間:             | 76:42 |

| #         | タイトル                                                | 作詞  | 作曲・編曲 | 時間  |
| --------- | ------------------------------------------------------- | ----- | ---------- | ----- |
| 1.        | 「メジャーデビュー指南」                                |       |            | 04:25 |
| 2.        | 「“悩む”相談室メジャーデビュー特別編 (構成：佐藤満春)」 |       |            | 67:38 |
| 3.        | 「だがそれでいい」                                      |       |            | 04:37 |
| 4.        | 「メジャーデビュー指南 -Instrumental-」                 |       |            | 04:28 |
| 5.        | 「だがそれでいい -Instrumental-」                       |       |            | 04:37 |
| 合計時間: | 合計時間:                                               | 85:45 |            |       |

## 楽曲解説
メジャーデビュー指南
R-指定とその地元の友達による会話劇で、メジャーデビューに対する“ざっくり感”が表現されている。
MVが制作されており、ジャコモ・プッチーニのオペラ「トゥーランドット」にインスパイアされ、今作のためだけにオーディションが開催された。入間市市民会館にて撮影が行われた。主役が病に倒れた為、劇の途中で本来見習い劇団員にもかかわらず、皆の後押しで急遽代役を務めるR-指定が描かれている。監督はN2B+peledona。
だがそれでいい
ザ・モンキーズの楽曲「VALLERI」（作詞・作曲: TOMMY BOYCE / BOBBY HART）がサンプリングされている。
「メジャーデビュー指南」同様MVが制作されており、「龍の剣の形をしたキーホルダー」「自作漫画」などの90種類もの黒歴史が順に登場し、あらゆる世代の人の痛い思い出が呼び覚まされる内容となっている。監督はN2B+peledona。

## クレジット
| メジャーデビュー指南 ドラム:今村慎太郎 ベース・その他楽器:Shingo Suzuki ギター:二宮純一 キーボード:村岡夏彦 (Tonic Show) サックス:栗原 健 トランペット:類家心平 | だがそれでいい ドラム:高田 真 ベース:小松秀行 ギター:石成正人 ピアノ&オルガン:大山泰輝 テナーサックス:竹上良成 トランペット:鈴木正則 トロンボーン:半田信英 |

## ツアー
リリースを記念したツーマンツアーが敢行された。
| 日程            | 会場                | ゲスト                 |
| --------------- | ------------------- | ---------------------- |
| 2月2日(金)      | 心斎橋 BIGCAT       | サンボマスター         |
| 2月12日(月・祝) | 福岡 DRUM LOGOS     | NakamuraEmi            |
| 2月14日(水)     | 広島 QLUB QUATTRO   | 四星球                 |
| 2月25日(日)     | 仙台 QLUB JUNK BOX  | チャラン・ポ・ランタン |
| 3月2日(金)      | 名古屋 ReNY limited | 夜の本気ダンス         |
| 3月9日(金)      | 札幌 PENNY LANE 24  | フレンズ               |
| 3月16日(金)     | 新潟 studio NEXS    | 岡崎体育               |
| 3月21日(水・祝) | 渋谷 TSUTAYA O-EAST | SANABAGUN.             |